# Bartolo Torres
Bartolo Torres (Eivissa, 1978) és un il·lustrador i dissenyador gràfic conegut principalment pel seu treball a les tires còmiques El jove Lovecraft.
És llicenciat en Belles Arts i actualment viu i treballa a Barcelona. Començà la seva activitat professional realitzant treballs per a diverses empreses i mitjans com el diari Proa i les revistes Belio (2004), Esquitx (2004) i el fanzine TOS (2005). Fou premiat consecutivament a tres edicions del concurs ArtJove del Govern de les Illes Balears: el 2003, premi al millor guió de còmic per P.E.P.S.I; el 2004, segon premi al millor còmic per Frankie busca amigos; i el 2005, premi al millor guió de còmic per El jove Lovecraft. Aquest darrer treball, amb guió del mallorquí Jose Antonio Oliver, el presentaren al Festival Razas de Noche de Madrid. Es tractava d'un webcòmic que es publicava setmanalment al seu blog i després acabà editant Diábolo Ediciones en quatre volums.